# Membraniporopsis bispinosa
Membraniporopsis bispinosa är en mossdjursart som först beskrevs av Liu 1992.  Membraniporopsis bispinosa ingår i släktet Membraniporopsis och familjen Membraniporidae. Inga underarter finns listade i Catalogue of Life.